# Pterobryopsis australina
Pterobryopsis australina là một loài rêu thuộc họ Pterobryaceae. Loài này được Mitten, W. mô tả khoa học đầu tiên năm 1883.